# 녹색 화학
녹색 화학(綠色化學, 영어: green chemistry)은 화학과 화학공학의 범주에 속하며, 위험한 물질의 사용 및 생성을 최소화하는 제품의 공정을 주 목적으로 하고 있다. 지속가능한 화학(영어: sustainable chemistry), 순환화학(循環化學, 영어: circular chemistry)이라고도 한다. 오염 물질이 환경에 끼치는 영향에 주목하는 환경 화학과 달리 녹색 화학은 오염을 미연에 방지하고, 재생불가능한 자원의 소비를 감소시키는 기술에 초점을 맞추고 있다. 
녹색 화학은 화학의 모든 하위 학문을 아우르지만, 그 중에서도 화학물질의 합성, 화학 공정, 화학 공학과 그 산업 동향에 더 깊이 주목하고 있다. 녹색 화학의 이상향은-효율적인 자원 이용, 분자, 기술, 공정, 제품등의 안전함 추구-는 이 지문에서 더욱 자세하게 설명하고자 한다.

## 같이 보기
- 화학